# Сеницкий сельсовет
Сеницкий сельсовет (бел. Се́ніцкі сельсавет) — административно-территориальная единица Минского района Минской области Республики Беларусь. Административный центр — агрогородок Сеница.

## История
В 1982 году в состав Сеницкого сельсовета включена деревня Александрово. 
В 2006 году в подчинение Мачулищанскому поссовету переданы деревни Александрово и Мачулищи, ранее находившиеся в Сеницком сельсовете.
В 2009 году деревня Атолино преобразована в агрогородок.

## Состав
Сеницкий сельсовет включает 14 населённых пунктов:
- Атолино — агрогородок.
- Канютичи[бел.] — деревня.
- Колядичи — деревня.
- Копиевичи — деревня.
- Кохановщина — деревня.
- Леонтьевичи — деревня.
- Подгай — деревня.
- Прилуки — агрогородок.
- Сеница — агрогородок.
- Скориничи — деревня.
- Скориничи — посёлок.
- Урожайная — деревня.
- Щитомиричи — деревня.
- Юбилейный — посёлок.